# Sapajus
Sapajus es un género de primates platirrinos cuyos miembros son denominados en general monos capuchinos robustos. Este género es endémico de las regiones cálidas de América del Sur. 

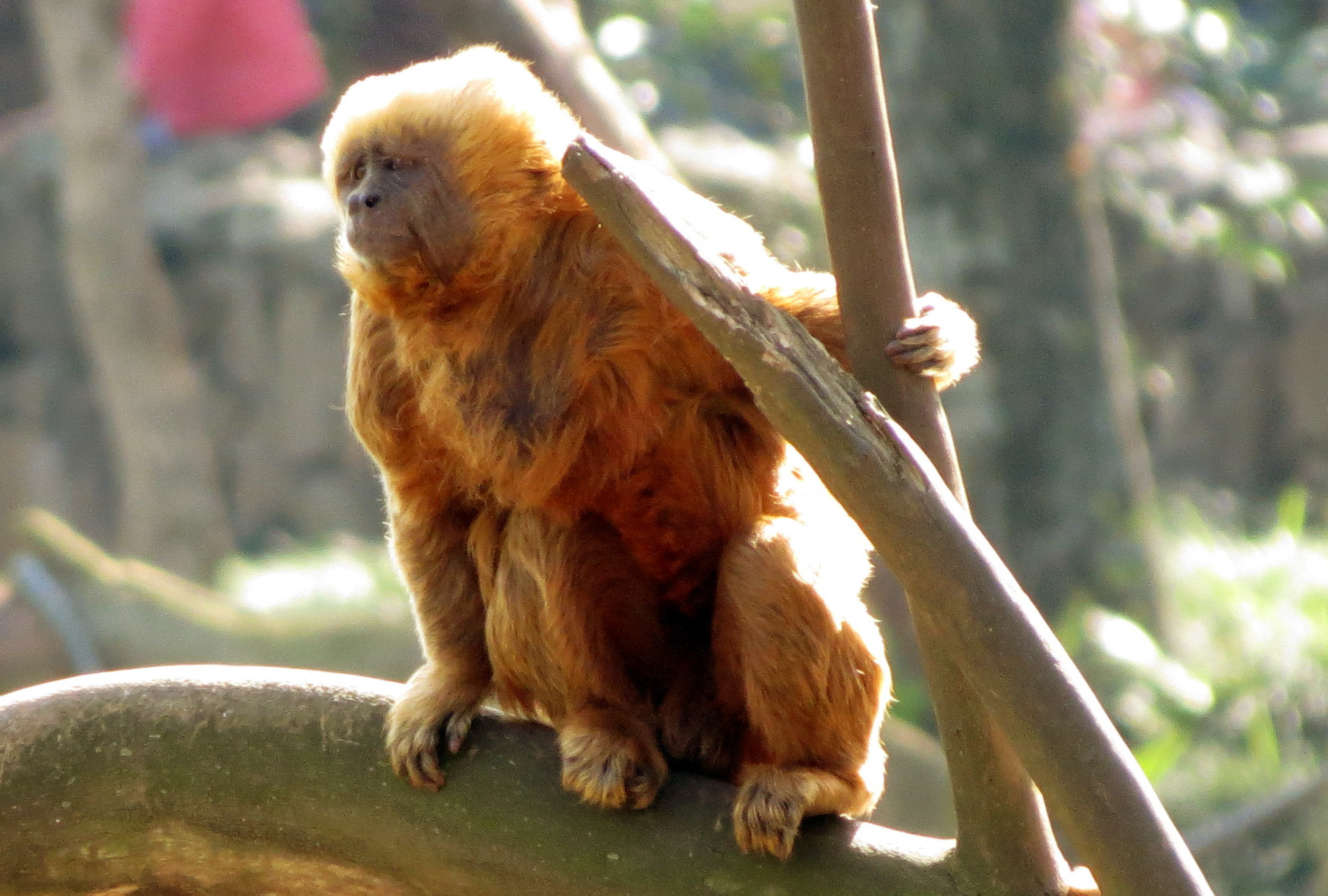
Sapajus flavius en el Zoológico de São Paulo, São Paulo, Brasil.

## Taxonomía
Philip Hershkovitz y William Carlos Osman Hill publicaron las taxonomías de los monos capuchinos en 1949 y 1960, respectivamente. Estas taxonomías incluyeron a todos los taxones de capuchinos robustos en una única especie: Cebus apella, mientras que fueron reconocidos 3 taxones de capuchinos graciles. Con el tiempo, la amplia especie C. apella fue dividida en las especies de monos capuchinos robustos. En el año 2001,  un estudio de José de Sousa E. Silva encontró importantes diferencias genéticas entre los monos capuchinos robustos y los capuchinos graciles, llegando a la conclusión de que los dos grupos deben, por lo menos, ser colocados en dos subgéneros distintos dentro del género Cebus, ofreciendo Sapajus como el nombre del subgénero de los capuchinos robustos. Después de realizar más estudios sobre la morfología y la genética de los monos capuchinos, Lynch Alfaro, Silva, y Rylands propusieron elevar Sapajus a un género separado en el año 2012.

## Evolución
Este taxón era considerado sólo un subgénero dentro de Cebus, pero en 2011, sobre la base de estudios de ADN se pudo comprobar que ambos grupos estaban distanciados genéticamente desde finales del Mioceno, hace 6,2 millones de años atrás, es decir, en la misma época en que los humanos se separaban del tronco de los chimpancés. A las especies del grupo restante, las cuales quedaron incertadas en el género Cebus, se las denominó «monos capuchinos gráciles», al ser tanto en su tamaño, forma, y estructura craneal y dentaria, más gráciles o delgados que los Sapajus.
Los estudios genéticos dirigidos por Lynch Alfaro llegaron a la conclusión de que los capuchinos se separaron de sus parientes más cercanos, los monos ardilla (Saimiri), hace más de 13 millones de años. Lynch Alfaro sugieren que la formación del río Amazonas podría haber causado la división que llevó a los capuchinos robustos y graciles a evolucionar por separado. Los capuchinos robustos luego se diversificaron  en la mata Atlántica, mientras que los capuchinos graciles evolucionaron en la Amazonia.
En el Pleistoceno tardío, alrededor de 400 000 años atrás, los capuchinos robustos comenzaron a expandir su área de distribución hacia el norte, al Cerrado y a la Amazonía. En algunas de estas áreas los capuchinos robustos eliminaron a los más primitivos capuchinos gráciles, y ahora son los únicos monos capuchinos en esas zonas, mientras que en particular en la Amazonía norte, los monos capuchinos robustos habitan simpátricamente con los capuchinos gráciles. En las zonas de simpatría, los capuchinos robustos alcanzan mayores densidades poblacionales que los capuchinos gráciles. Se cree que esto refleja la ventaja de las adaptaciones de los capuchinos robustos las cuales les permiten explotar semillas duras, frutas de palmeras, y frutas inmaduras, mientras que los capuchinos gráciles están más restringidos a las frutas maduras. En general, los capuchinos robustos parecen ser más flexibles en su dieta.

## Distribución
Los integrantes de este género se distribuyen en regiones cálidas de América del Sur, desde Colombia y Venezuela hasta el norte de la Argentina.

## Características
Sus integrantes son monos pequeños, de unos 45 cm de largo, con una cola prensil que enrollan alrededor de las ramas para ayudarse en el movimiento alrededor de los árboles. Suelen presentar sobre sus cabezas mechones o crestas.   

## Costumbres
Viven en manadas, recorriendo un territorio en busca de alimento: frutos, hojas tiernas, y pequeños animales.

## Especies
Las especies que componen este género son las siguientes:
- Sapajus apella
  - Sapajus apella apella
  - Sapajus apella fatuellus
  - Sapajus apella margaritae
  - Sapajus apella tocantinus
- Sapajus cay
  - Sapajus cay pallidus
  - Sapajus cay paraguayanus
- Sapajus flavius
- Sapajus libidinosus
- Sapajus macrocephalus
  - Sapajus macrocephalus macrocephalus
  - Sapajus macrocephalus peruanus
  - Sapajus macrocephalus juruanus
- Sapajus nigritus
  - Sapajus nigritus nigritus
  - Sapajus nigritus cucullatus
- Sapajus robustus
- Sapajus xanthosternos